# سیدنی واینبرگ
سیدنی واینبرگ، (به انگلیسی: Sidney Weinberg) (زاده ۱۲ اکتبر ۱۸۹۱ - درگذشته ۲۳ ژوئیه ۱۹۶۹) بانکدار و مدیر ارشد اجرایی آمریکایی بود، که طولانی‌ترین دوره مدیریت بر یک بنگاه مالی در وال استریت را به خود اختصاص می‌دهد.
وی از ۱۹۳۰ که به‌عنوان مدیر عامل اجرایی و رییس هیئت مدیره گلدمن ساکس، جایگزین ساموئل ساکس گردید، تا سال ۱۹۶۹ در مجموع ۳۹ سال سکان رهبری این شرکت را در دست داشت و به همین دلیل از سوی نیویورک تایمز با نام مستعار آقای وال استریت نام برده می‌شد.
واینبرگ در دوران فعالیت حرفه‌ای خود به‌عنوان مدیر ارشد، عضو هیئت مدیره شرکت‌های فورد، جنرال الکتریک، سیرز و کرفت فودز نیز فعالیت می‌نمود.